# Bracht-Handgriff

Bracht-Handgriff

Der Bracht-Handgriff, auch Manualhilfe nach Bracht genannt, ist eine Geburtshilfe-Technik. Dieser wurde vom Gynäkologen Erich Bracht um 1935 entwickelt.
Bei der Manualhilfe nach Bracht wird das Kind bei der Geburt aus der Beckenendlage zur Welt gebracht. Der Geburtshelfer wartet zunächst ab, bis das Steißbein und der Rumpf bis zur Unterkante der Schulterblätter geboren werden. Anschließend wird der Steiß mit beiden Händen umfasst und nach oben geführt. Das Kind wird über den Bauch der Mutter nach oben hin sanft geführt, bis der Kopf von selbst folgt. 
Falls es dabei Schwierigkeiten gibt, wird der Veit-Smellie-Handgriff durchgeführt.